# Prix Jacques-Scherer
Le prix Jacques-Scherer est un prix littéraire annuel qui récompense une pièce de théâtre en langue française. Il est décerné en mémoire de Jacques Scherer (1912-1997), universitaire français professeur à la Sorbonne et père des instituts d'études théâtrales.

## Liste des lauréats

### 2021
Éric-Delphin Kwégoué pour Taxiwoman,, éditions Lansman, Bruxelles. Prix remis le 2 octobre 2021 à Paris, au Bouillon Racine par Pierre Brunel.

### 2022
Jean D'Amérique, pour Opéra Poussière (ISBN 978-2-84260-887-3), éd. Théâtrales. Prix remis le 1er octobre 2022 à Paris, au Bouillon Racine par Pierre Brunel,.

### 2023
Milène Tournier, pour De la disparition des larmes (ISBN 978-2842608910), Éditions théâtrales. Prix remis le 27 septembre 2023 à Paris, à l'Institut de France, par Pierre Brunel.

### 2024
Kohndo, pour Plus haut que la tour Eiffel (ISBN 2709670216), Éditions Jean-Claude Lattès.

## Jury
- Président : Pierre Brunel, membre de l'Institut de France ;
- Vice-présidente : Marie-José Hourantier, professeur des universités titulaire de l'École normale supérieure d'Abidjan, écrivain et metteur en scène ;
- Secrétaire générale : Florence de Rougemont, linguiste (Genève) ;
- Trésorier : Yahn Rouquet, famille de Jacques Scherer ;
- Frédéric Almaviva, comédien ;
- Marion Chénetier-Alev, maître de conférences en études théâtrales, École normale supérieure, rue d’Ulm ;
- Valérie Faranton, inspectrice d'académie, inspecteur pédagogique régional de Lettres ;
- Laurent Fréchuret, metteur en scène ;
- Isabelle Vincenzi, paléo-anthropologue ;
- Florence Thomas, attachée de direction au Théâtre national de la Colline ;
- Membres d’honneur : Colette Scherer.